# Sphaerodactylus bromeliarum
Sphaerodactylus bromeliarum är en ödleart som beskrevs av  Peters och SCHWARTZ 1977. Sphaerodactylus bromeliarum ingår i släktet Sphaerodactylus och familjen geckoödlor. Inga underarter finns listade i Catalogue of Life.